# Lower Chinook
Lower Chinook, Chinookan plemena s donjeg toka rijeke Columbia u Washingtonu i Oregonu, striktno Chinook vlastiti ili Lower Chinook i Clatsop, koji govore jednim jezikom (donjočinučki), dok se ostali (Upper Chinook) od njih jezično razlikuju. 

## Vanjske poveznice
- Lower Chinook and Clatsop  Arhivirana inačica izvorne stranice od 11. ožujka 2014. (Wayback Machine)